# Walter Ferber
Walter Ferber (* 24. Dezember 1907 in Gelsenkirchen; † 13. April 1996 in Lungern) war ein deutscher Publizist und Journalist. Er setzte sich für einen christlich geprägten Föderalismus ein und engagierte sich nach dem Zweiten Weltkrieg für den Wiederaufbau der Zentrumspartei. Unter „Föderalismus“ verstand Ferber ein durchgängiges Sozialprinzip, das für alle Bereiche des menschlichen Gemeinschaftslebens Geltung beanspruche.

## Leben und Werk
Der als neuntes von 14 Kindern des Bergarbeiters Franz Ferber (1872–1950) und der Näherin Maria Ferber, geb. Weimer (1874–1952), in Erle geborene Ferber besuchte von 1914 bis 1924 die Volksschule und ein Progymnasium, das er verließ, um eine kaufmännische Lehre zu beginnen. In seiner Freizeit schloss er sich den Kreisen um den „Ruhrkaplan“ Carl Klinkhammer und den Föderalisten Benedikt Schmittmann an und trat seit 1925/26 auf Parteiversammlungen des Zentrums auf. Nach der Lehre begab er sich auf Wanderschaft und arbeitete unter anderem in einer Kugellagerfabrik in Schweinfurt. Er bildete sich zugleich autodidaktisch in Geschichte, Soziologie, Pädagogik und Politikwissenschaft weiter, wobei er die Winter meist in Berlin verbrachte und dort auch in Verbindung zu Eduard Spranger trat.
1932 emigrierte Ferber nach Österreich, wo er in Wien als Feuilletonredakteur der Gewerkschaftszeitung Die neue Zeitung unter Eugen Kogon arbeitete. Bereits 1933 schrieb er Hans Schmitz (1897–1970), dem Bruder von Richard Schmitz, u. a.: „In Hitler-Deutschland wird es zu einem Zusammenbruch kommen.“ Aufgrund von Differenzen über die politische Ausrichtung der Zeitung schied Ferber aus der Redaktion aus und lebte als freier Publizist. Er veröffentlichte regelmäßig in der Wochenzeitschrift Der christliche Ständestaat unter Dietrich von Hildebrand und war Mitglied der Studienrunde katholischer Soziologen unter der Leitung von Ernst Karl Winter.
Nach dem „Anschluss Österreichs“ am 11. März 1938 sollte Ferber in Schutzhaft genommen werden. Er floh, aber es gelang ihm nicht mehr, über die tschechoslowakische Grenze zu kommen. Zurück in Wien wurde er festgenommen, in ein Gefängnis verbracht und mit der Nummer 690 am 17. Juni 1938 in das KZ Dachau eingeliefert. Am 27. September 1939 wurde Ferber in das KZ Flossenbürg überstellt, von wo er am 2. März 1940 nach Dachau zurückgebracht wurde. In Dachau war er im „Österreicherblock“ unter anderem gemeinsam mit Leopold Figl, Alfons Gorbach, Alfred Maleta und Viktor Matejka untergebracht, war aber auch in Kontakt mit den seit Anfang 1940 aus sämtlichen Konzentrationslagern in Dachau zusammengeführten Geistlichen.
Am 24. Oktober 1942 wurde Ferber aus dem KZ Dachau entlassen und zum Infanterie-Ersatz-Btl. 19, einer Bewährungseinheit der deutschen Wehrmacht, überstellt. Bei seiner Entlassung baten ihn die Geistlichen, „alles zu versuchen, ins Ausland zu gelangen und maßgebende kath. Kreise über ihre Lage zu informieren“. Auf dem Transport nach Nordafrika, wo diese Einheit zur Minenräumung eingesetzt werden sollte, gelang Ferber bei Héricourt in Frankreich die Flucht in die nahe Schweiz, und er überschritt am 25. November 1942 bei Boncourt die Schweizer Grenze. Bereits im Dezember 1942 informierte er den damaligen apostolischen Nuntius in der Schweiz, Filippo Bernardini, über die Lage der in Dachau inhaftierten Geistlichen, der den Bericht am 28. Dezember 1942 an den Staatssekretär Luigi Maglione weiterleitete. Maglione antwortete Bernardini ausführlich am 22. Januar 1943. Aus diesem Schreiben geht u. a. hervor, dass der Heilige Vater bereits seit 1940 über die Lage der Geistlichen in den Konzentrationslagern informiert war, aber eine wirksame Intervention für fast unmöglich hielt. Doch versicherte Maglione, dass, wenn sich irgendeine Möglichkeit einer wirksamen Intervention biete, sie nicht fallen gelassen würde. Die schweizerische Öffentlichkeit informierte Ferber dann durch einen anonymen Bericht „Aus einem deutschen Konzentrationslager“ in den Apologetischen Blättern (Zürich, 20. April 1943): „Im Lager [Dachau] befinden sich derzeit ca. 3000 Geistliche, ca. 2000 Polen, 400 Reichsdeutsche und 600 Angehörige anderer Nationen. [...] Im letzten Jahr sind ca. 1500 polnische Geistliche verhungert“ (S. 95). „Medizinische Versuche für die Luftwaffe und U-Boot-Flotte werden nach wie vor mit Dachauer Häftlingen vorgenommen. [...] Es sind bisher aber nur einige wenige – und zwar nur polnische – Geistliche zu den Versuchen herangezogen worden“ (S. 96).
Da die Polizeiabteilung des Eidgenössischen Justiz- und Polizeidepartements aufgrund einer Stellungnahme des mit dem Verhör beauftragten Dr. H. v. Segesser (1908–1983) Ferbers Ausschaffung als „zur Zeit nicht tunlich“ beurteilte, wurde er in den Interniertenlagern Lindenhof in Witzwil und dann in Murimoos, Kanton Aargau, interniert. Durch Vermittlung von Universitätsprofessor P. Wilhelm Schmitt kam er im August 1943 als Privatinternierter nach Freiburg im Üechtland, wo er die Neugründung der Zentrumspartei vorbereitete. Über seine Zeit im Konzentrationslager veröffentlichte 1945 unter dem Pseudonym Walter Feuerbach den Bericht 55 Monate Dachau im Rex-Verlag Luzern. Für die Publikation bedurfte es des befürwortenden Schreibens vom 28. April 1945 von Bundesrat Philipp Etter an den Chef der Polizeiabteilung des Eidgenössischen Justiz- und Polizeidepartments. Nachdem auch die Abteilung „Presse und Rundfunk“ am 9. Mai 1945 und die Schweizerische Bundesanwaltschaft am 14. Mai 1945 „aus Gründen der politischen Polizei“ keine Einwendungen erhoben hatte, erteilte der Chef der Polizeiabteilung am 23. Mai 1945 dem Rex-Verlag die Druckerlaubnis.
Nach Ende des Zweiten Weltkriegs wurde Ferber zunächst erster Chefredakteur der vom Verleger Johann Wilhelm Naumann herausgegebenen Monatszeitschrift Neues Abendland in Augsburg. Daneben nahm er einen Lehrauftrag für Politologie an der Theologischen Hochschule in Dillingen an der Donau wahr. Im Sommer 1946 zog er in die französische Besatzungszone, wo er hoffte, eine föderalistische Zeitung redigieren zu können. Aufgrund der restriktiven Papierzuteilung kam dieses Projekt nicht zustande. Ferber fand Anstellung bei der Schwarzwälder Post. Ab 1948 bis 1950 gab er die von ihm gegründeten Föderalistischen Hefte heraus, worin insbesondere Klassiker des Föderalismus wie Constantin Frantz sowie namhafte föderalistisch gesinnte Persönlichkeiten der Nachkriegszeit, unter anderen auch die Witwe von Benedikt Schmittmann, Helene (Ella) Schmittmann-Wahlen, zu Wort kamen. Von 1950 bis 1953 arbeitete er als freier Publizist in Deutschland. Ferber scheiterte jedoch mit seinem Ziel, zuletzt 1955 mit der Gründung des Bundes entschiedener Föderalisten, eine föderalistische Partei zu etablieren, da sich in der Bundesrepublik Deutschland CDU und SPD durchsetzten und die frühere Zentrumspartei weitgehend in der CDU aufging.
1953 zog Ferber, seit 1947 mit einer Schweizerin verheiratet, von Singen nach Luzern in die Schweiz. Hier konzentrierte er sich auf sein publizistisches Werk, insbesondere zur Vorgeschichte des Nationalsozialismus in Österreich und zur Geschichte des deutschen Reformkatholizismus. Unter anderem veröffentlichte er Die Vorgeschichte der N. S. D. A. P. in Österreich, in der er entgegen einem Deutschland entlastenden Missverständnis nachwies, dass der Nationalsozialismus kein ursprünglich österreichisches Phänomen, sondern bereits früh von Deutschland nach Österreich exportiert worden war. Von 1957 an lebte er in Sachseln. Sein Sohn Rafael Ferber ist emeritierter Professor für Philosophie an der Universität Luzern und Titularprofessor an der Universität Zürich, sein Sohn Christoph Ferber ist ein Übersetzer und Literaturwissenschaftler.

## Schriften
- Als Walter Feuerbach: 55 Monate Dachau. Ein Tatsachenbericht. 1. und 2. Auflage. Rex-Verlag, Luzern 1945. Nachdruck mit Vorwort von Barbara Distel: 55 Monate Dachau. Ein Tatsachenbericht. Donat, Bremen 1993, ISBN 3-924444-28-5.
- Als Walter Feuerbach: Grosspreussen oder Deutscher Bund? Ein Beitrag zur Umerziehung der deutschen Katholiken. Paulusdruckerei, Freiburg [i.Üe.] 1945.
- Der Föderalismus. 1. Auflage in: Abendländische Reihe 5, Naumann, Augsburg 1946, 2., erweiterte Auflage ebd. 1948.
- Die Vorgeschichte der N. S. D. A. P. in Österreich. Ein Beitrag zur Geschichtsrevision. Merk, Konstanz 1954.
- Geist und Politik in Österreich. Die Intelligenz und der Nationalsozialismus vor dem Anschluß. Merk, Konstanz 1955.
- Kleine Geschichte der katholischen Bewegung. Echter Verlag, Würzburg 1959.
- Ludwig Windthorst. Der große deutsche Katholikenführer. 1. Auflage. Winfried-Werk, Augsburg 1962.
- Deutsche Reformkatholiken. Zürich 1980.
- Föderalistische Hefte. 1948–1950; eine Auswahl, herausgegeben, eingeleitet und mit einem Anhang versehen von J. Ch. Traut und Tonio Gas. 1. Auflage. Nomos-Verl.-Ges, Baden-Baden 1996, ISBN 3-7890-4549-7.